# Невернесс
Невернесс (англ. Neverness) — роман американського фантаста Девіда Зінделла, перший роман тетралогії «Реквієм за Homo Sapiens». Опублікований в 1988 році. Перекладений на російську мову в 2001 році. Українською мовою не перекладався.

## Сюжет
У книзі описується суспільство далекого майбутнього, коли людство розселилося по всій Галактиці. Невернес — вигадане місто, в якому відбувається дія, є науковим і культурним її центром. Спеціальна організація — орден готує найкращих спеціалістів в Галактиці з усіх дисциплін, зокрема пілотів космічних кораблів, які за відносно короткий проміжок часу можуть переміщатися від зірки до зірки. Один з найталановитіших молодих пілотів — Меллорі Рінгесс дав зарік досліджувати місце, де до нього вже загинуло багато інших пілотів. З цього починається ланцюг подій, що перевернули всю історію цього світу.